# Yuliya Leantsiuk
Yuliya Leantsiuk (née le 31 janvier 1984) est une athlète biélorusse, spécialiste du lancer du poids.

## Biographie
Elle est suspendue pour dopage entre 2008 et 2010 à la suite d'un contrôle positif lors de la Coupe d'Europe 2008.
Le 7 juillet 2016, Leantsiuk échoue au pied du podium des Championnats d'Europe d'Amsterdam avec un jet à 18,20 m.
Elle décroche la médaille de bronze des Championnats d'Europe en salle de Belgrade avec 18,32 m, deux ans après sa médaille d'argent.

## Palmarès
| Date | Compétition                          | Lieu             | Résultat | Marque  |
| ---- | ------------------------------------ | ---------------- | -------- | ------- |
| 2001 | Championnats du monde cadets         | Debrecen         | 3e       | 15,08 m |
| 2002 | Championnats du monde juniors        | Kingston         | 7e       | 16,03 m |
| 2007 | Championnats d'Europe en salle       | Birmingham       | 4e       | 18,10 m |
| 2007 | Universiade                          | Bangkok          | 2e       | 17,20 m |
| 2007 | Jeux mondiaux militaires             | Hyderabad        | 2e       | 16,32 m |
| 2014 | Championnats du monde en salle       | Sopot            | 6e       | 18,16 m |
| 2014 | Coupe d'Europe hivernale des lancers | Leiria           | 3e       | 18,55 m |
| 2014 | Championnats d'Europe                | Zurich           | 4e       | 18,68 m |
| 2014 | Ligue de diamant                     | Ligue de diamant | 4e       | détails |
| 2015 | Championnats d'Europe en salle       | Prague           | 2e       | 18,60 m |
| 2015 | Coupe d'Europe hivernale des lancers | Leiria           | 1re      | 18,55 m |
| 2015 | Championnats du monde                | Pékin            | 7e       | 18,25 m |
| 2016 | Championnats d'Europe                | Amsterdam        | 4e       | 18,20 m |
| 2017 | Championnats d'Europe en salle       | Prague           | 3e       | 18,32 m |
| 2017 | Coupe d'Europe hivernale des lancers | Grande Canarie   | 3e       | 17,48 m |
| 2017 | Championnats du monde                | Londres          | 7e       | 18,12 m |
| 2017 | Ligue de diamant                     | Ligue de diamant | 3e       | 18,47 m |
| 2018 | Championnats du monde en salle       | Birmingham       | 11e      | 17,44 m |
| 2018 | Ligue de diamant                     | Ligue de diamant | 8e       | 16,13 m |

## Records
| Épreuve         | Performance | Lieu  | Date        |
| --------------- | ----------- | ----- | ----------- |
| Lancer du poids | 19,79 m     | Brest | 31 mai 2008 |